# Rhynchopsilopa pallipes
Rhynchopsilopa pallipes är en tvåvingeart som beskrevs av Wirth 1968. Rhynchopsilopa pallipes ingår i släktet Rhynchopsilopa och familjen vattenflugor.
Artens utbredningsområde är Kongo. Inga underarter finns listade i Catalogue of Life.